# Chris Pontius
Christopher Andrew Pontius (Pasadena, Kalifornija, SAD, 16. srpnja 1974.) poznatiji kao Chris Pontius je američki glumac i kaskaderski performer. Najpoznatiji je kao sudionik reality serije Jackass koju je prikazivao MTV. On i Steve-O kasnije su se pojavili u realityju Wildboyz kojeg je također prikazivao MTV.

## Život i karijera
Chris Pontius je rođen u kalifornijskoj Pasadeni a odrastao je na obiteljskom ranču u mjestu San Luis Obispo. Pojavio se u drugom broju magazina Big Brother spustivši se sa skateboardom niz rukohvat. U osmom broju Big Brothera dao je prvi interview te se prvi puta kao maloljetnik pojavio gol u javnosti. U sljedećem broju je napisao članak: "18 načina kako postati s...".
Za magazin Big Brother Pontius je radio do 1999. kada je dobio otkaz jer je otišao na turneju bez prethodne najave. Nakon napuštanja Big Brothera radio je kao sezonski radnik. Nakon nekoliko mjeseci vratio se raditi u magazin te je objavio članak: "Život nakon Big Brothera". Radom u magazinu je upoznao Johnnyja Knoxvillea koji je tamo radio kao suradnik. Zajedno su 2000. godine započeli na projektu Jackass. Kada je Jackass završio, Pontius i Steve-O su nastupali u spin-offu Wildboyz koji se prikazivao na MTV-u a kasnije na MTV-2.
Chris Pontius je nastupio i u svim filmovima koji su nastali kao filmska ekranizacija serijala Jackass.

## Privatni život
29. listopada 2004. oženio se s Claire Nolan. Pontius je vegeterijanac.

## Filmografija

### Filmovi
| Godina | Film                             |
| ------ | -------------------------------- |
| 2002.  | Jackass: The Movie               |
| 2003.  | Charlie's Angels: Full Throttle  |
| 2006.  | Jackass Number Two               |
| 2007.  | Jackass 2.5                      |
| 2007.  | What We Do Is Secret             |
| 2007.  | National Lampoon's TV: The Movie |
| 2008.  | The Dudesons Movie               |
| 2010.  | Somewhere                        |
| 2010.  | Jackass 3D                       |

### Televizija
| Godina        | Film                               |
| ------------- | ---------------------------------- |
| 2000. – 2002. | Jackass                            |
| 2003. – 2006. | Wildboyz                           |
| 2004. – 2006. | Totally Busted                     |
| 2008.         | Jackassworld.com: 24 Hour Takeover |
| 2009.         | Steve-O: Demise and Rise           |

## Vanjske poveznice
- Profil glumca na IMDB.com[neaktivna poveznica]